# Frontière entre la Lituanie et la Pologne
La frontière entre la Lituanie et la Pologne est longue de 91 km. C'est l'une des frontières intérieures de l'espace Schengen.

## Histoire
La Lituanie et la Pologne deviennent indépendantes à la fin de la Première Guerre mondiale, dans la confusion entourant la Guerre civile russe et l'effondrement des empires centraux. La région de Vilnius change notamment plusieurs fois de mains entre 1918 et 1920, jusqu'à la création de l'État fantoche de République de Lituanie centrale, annexé par la Pologne en 1922. La Pologne borde alors la Lituanie à l'est et au sud, sur une frontière de 507 km de long.
Les deux pays disparaissent au début de la Seconde Guerre mondiale : la Pologne est envahie, partagée et annexée par l'Allemagne nazie et l'URSS stalinienne en 1939, cette dernière annexant aussi les pays baltes, dont la Lituanie, l'année suivante. La Pologne renaît en 1945, mais la Lituanie doit attendre la dislocation de l'URSS, en 1990. Les deux pays retrouvent alors une frontière commune, mais elle est beaucoup plus courte que pendant l'entre-deux-guerres, ne s'étendant plus que sur 91 km. En effet, les régions orientales de la Pologne de l'entre-deux-guerres sont devenues soviétiques et biélorusses en 1945.

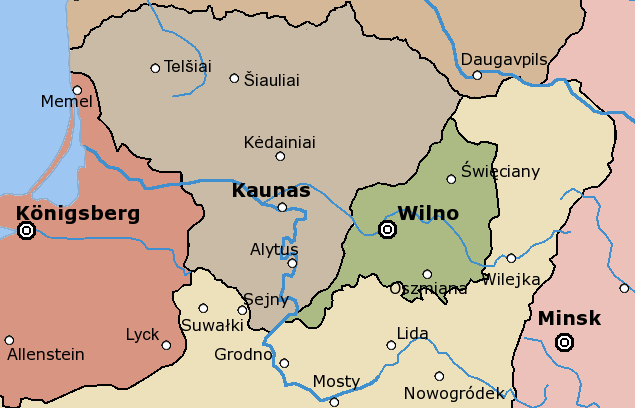
En vert la république de Lituanie centrale (1920-1922).
Frontières de 1919-1922 (vert), de 1922-1939 (rouge), et actuelles (violet).

### Points de passage ferroviaires
Selon le tracé actuel de la frontière, il y a un point de passage ferroviaire entre la Lituanie et la Pologne.
| Code UIC | Ligne de Lituanie                  | Gare de Lituanie | Opérateur | Ligne de Pologne                   | Gare de Pologne | Opérateur | Remarques                                         |
| -------- | ---------------------------------- | ---------------- | --------- | ---------------------------------- | --------------- | --------- | ------------------------------------------------- |
| 840      | 15 Ligne de Suwałki à Mockava (lt) | Mockava (en)     | LG        | 51 Ligne de Suwałki à Mockava (pl) | Trakiszki (en)  | PKP       | Voie unique non électrifiée à écartement standard |